# Hephaestion versicolor
Hephaestion versicolor là một loài bọ cánh cứng trong họ Cerambycidae.